# باول كوك
باول كوك (بالهولندية: Paul Kok)‏ (21 ديسمبر 1994 بهورن في هولندا - ) هو لاعب كرة قدم هولندي في مركز الدفاع. لعب مع إي زد ألكمار ونادي تلستار ‏ وتوب أوس.

## روابط خارجية
- باول كوك على موقع قاعدة بيانات كرة القدم.إي يو (الإنجليزية)
- باول كوك على موقع Soccerway.com (الإنجليزية)
- باول كوك على موقع عالم كرة القدم.نت (الإنجليزية)